# 交響曲第21番 (ハイドン)
交響曲第21番 イ長調 Hob. I:21 は、フランツ・ヨーゼフ・ハイドンが作曲した交響曲。
本作から第24番までの4曲は、残された自筆原稿から1764年に作曲されたことが明らかになっている。そのうち、本作と第22番は全編が主調で統一された「緩-急-舞-急」の教会ソナタの形式をとる。楽器編成の上では第22番とは異なり、当時の標準的な編成を使用している。楽章構造がハイドンの通常使用するソナタ形式とはかなり異なっている。

## 編成
オーボエ2、ホルン2、第1ヴァイオリン、第2ヴァイオリン、ヴィオラ、低音（チェロ、ファゴット、コントラバス）。

## 曲の構成
全4楽章、演奏時間は約17分。
- 第1楽章 アダージョ
イ長調、4分の3拍子。

ハイドンの通常の楽章と異なって繰り返し記号がなく、はっきりした形式を持たない。弦楽器の穏やかな問いかけにオーボエが応える。問いかけの音型は楽章通して展開され、それに伴う絶妙な和声の変化は非常に美しい。コーダは弦楽器だけに演奏可能な、同音の和音が登場し、リズムの掛け合いや和声に陰りを見せる。

- 第2楽章 プレスト
イ長調、4分の4拍子、ソナタ形式。
弦楽器がユニゾンで歯切れよく、8分音符の連続を基本とした低音に乗って推進力のある主題を出す。第2主題は雰囲気は変わらないが、同音連打を主調としたフレーズの反復進行による下降が特徴的である。

- 第3楽章 メヌエット - トリオ
イ長調 - イ短調、4分の3拍子。
メヌエットの主題は後にモーツァルトが作曲した『アイネ・クライネ・ナハトムジーク』のメヌエットに酷似している。トリオはイ短調で、弦楽器だけによる。

- 第4楽章 フィナーレ：アレグロ・モルト
イ長調、4分の4拍子、ソナタ形式の変形。
再び推進力のある楽章で、シンコペーションのリズムや同じ音型で進行していく箇所が特徴である。展開部では8分音符6個ずつがまとまりをなし、4拍子に聴こえなくなる箇所がある。再現部は推移部から再現される。